# Autobahnkreuz Mannheim
Das Autobahnkreuz Mannheim (Abkürzung: AK Mannheim; Kurzform: Kreuz Mannheim) ist ein Autobahnkreuz im Rhein-Neckar-Gebiet im Nordwesten von Baden-Württemberg. Hier kreuzen sich die Bundesautobahn 6 (Saarbrücken – Mannheim – Nürnberg), Europastraße 50, und die Bundesautobahn 656 (Mannheim – Heidelberg).

## Geographie
Das Kreuz liegt etwa 6 km südöstlich der Mannheimer Innenstadt im Stadtbezirk Seckenheim unmittelbar am Stadtteil Hochstätt und etwa 12 km nordwestlich von Heidelberg.
Es ist für den Mannheimer und Ludwigshafener Verkehr ein wichtiger Anschlusspunkt über die A 656 an die A 6, als Nord-Süd-Verbindung Richtung Frankfurt bzw. Karlsruhe und in östliche Richtung (Heilbronn – Nürnberg). Es bietet auch einen Verkehrsweg von der A 6 über die A 656 nach Mannheim/Ludwigshafen bzw. zur A 5 und nach Heidelberg.
Das Autobahnkreuz Mannheim trägt auf der A 656 die Nummer 3, auf der A 6 die Nummer 27.

## Geschichte

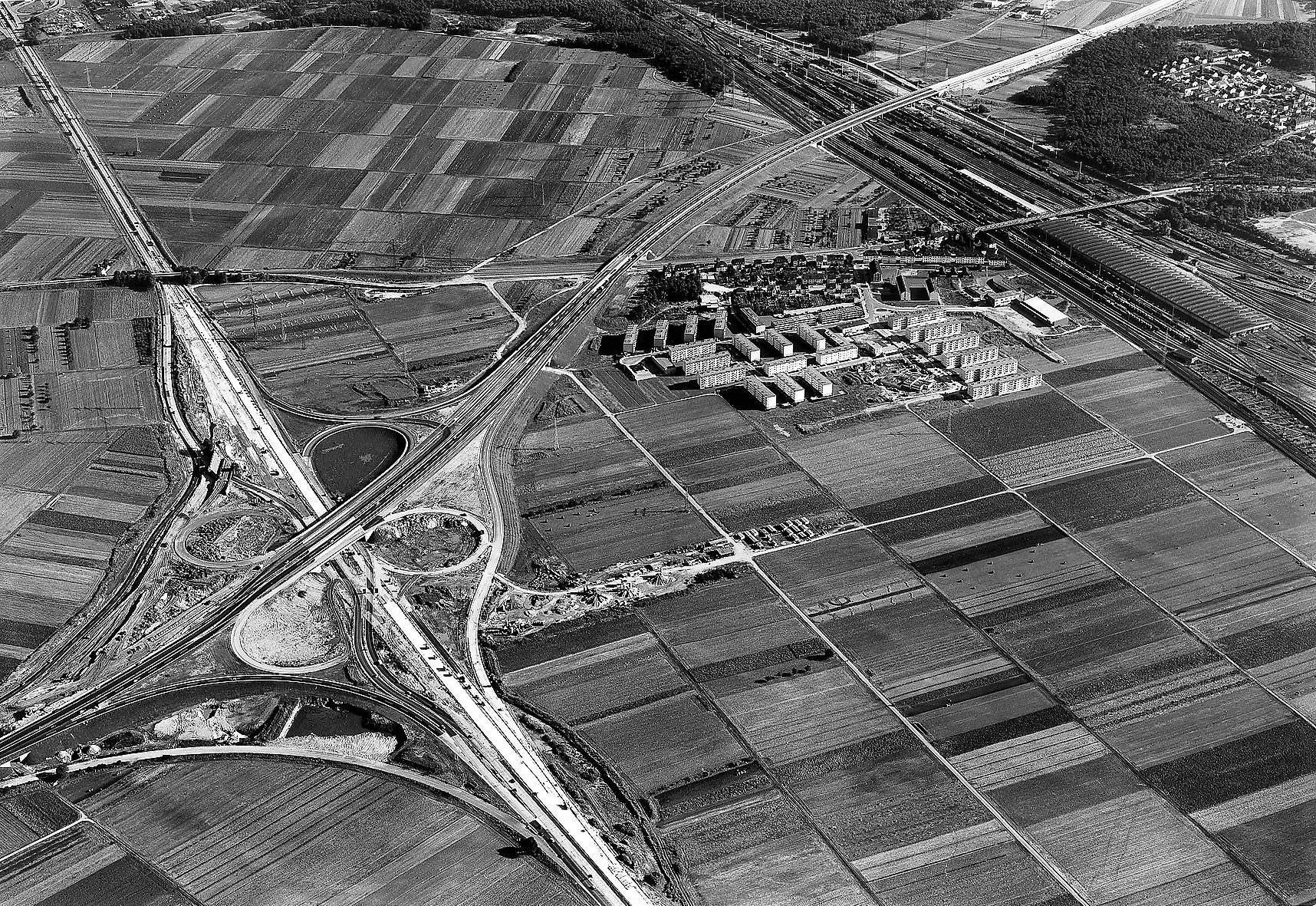
Umbau vom Autobahndreieck zum Autobahnkreuz 1968

Am 3. Oktober 1935 erfolgte die Verkehrsfreigabe der Bundesautobahn 6 als Teil der HAFRABA zwischen dem AD Viernheim und dem AK Mannheim, mit dem erstmals ein Autobahnabschnitt Baden erreichte, sowie der heutigen A 656.
Angelegt wurde das Autobahnkreuz ursprünglich als vollständiges Autobahndreieck, in dem die heutige A 6 aus Richtung Norden in die Strecke Richtung Heidelberg überging und die Zufahrt aus der Mannheimer Innenstadt einmündete. Dieser Knotenpunkt war – wie die gesamte, bereits 1932 baureife Strecke Frankfurt–Heidelberg – bereits in den Hafraba-Planungen enthalten. Wie sich den Eröffnungsdaten der Reichsautobahnen entnehmen lässt, handelt es sich um den ältesten Autobahnknotenpunkt in Deutschland. Im Rahmen der Verlängerung der A 6 in Richtung Süden 1968 erfolgte der Umbau zum Autobahnkreuz. Auf diese Weise wurde zwischen Darmstadt und Walldorf parallel zur A 5 eine weitere Nord-Süd-Achse geschaffen.
Im April 2010 nahm die Straßenbauverwaltung Baden-Württemberg am Autobahnkreuz Webkameras in Betrieb, die über das Internet abrufbare Echtzeitbilder der Verkehrslage erstellten.

## Ausbauzustand
Die A 6 ist in Richtung Norden sechsstreifig ausgebaut. Die A 6 in Richtung Süden und die A 656 sind vierstreifig ausgebaut. Alle indirekten Überleitungen sind einstreifig, alle direkten Überleitungen sind zweistreifig.
Das Kreuz ist in Kleeblattform angelegt.

## Verkehrssituation
Der Abschnitt ist vor allem vom Schwerverkehr stark frequentiert, da er eine Alternative zur meist stark ausgelasteten Bundesautobahn 5 darstellt, wenn man die Bundesautobahn 656 zum Autobahnkreuz Heidelberg als Ausweichstrecke mit berücksichtigt. Am Kreuz Heidelberg steht ein Umlenkungspfeil, der nach Verkehrssituation den Schwerverkehr über die Kopplung A 656 / A 6 oder aber direkt über die A 5 zum Autobahnkreuz Walldorf schickt. Die A 6 ist im Bereich des Mannheimer Kreuzes nicht nur eine Alternative zur A 5 in Nord-Süd-Richtung, sondern auch eine wesentliche Verkehrsader im Ost-West-Verkehr.
Das Kreuz wird täglich von etwa 153.000 Fahrzeugen befahren.
| Von                          | Nach                           | Durchschnittliche tägliche Verkehrsstärke | Durchschnittliche tägliche Verkehrsstärke | Durchschnittliche tägliche Verkehrsstärke | Anteil Schwerlastverkehr | Anteil Schwerlastverkehr | Anteil Schwerlastverkehr |
| Von                          | Nach                           | 2005                                      | 2010                                      | 2015                                      | 2005                     | 2010                     | 2015                     |
| ---------------------------- | ------------------------------ | ----------------------------------------- | ----------------------------------------- | ----------------------------------------- | ------------------------ | ------------------------ | ------------------------ |
| AK Viernheim (A 6)           | AK Mannheim                    | 68.600                                    | 70.900                                    | 99.900                                    | 10,4 %                   | 12,1 %                   | 12,2 %                   |
| AK Mannheim                  | AS Mannheim/Schwetzingen (A 6) | 48.000                                    | 61.800                                    | 78.800                                    | 12,1 %                   | 11,6 %                   | 12,8 %                   |
| AS Mannheim-Neckarau (A 656) | AK Mannheim                    | 29.200                                    | 28.800                                    | 73.400                                    | 02,4 %                   | 02,7 %                   | 04,5 %                   |
| AK Mannheim                  | AS Mannheim-Seckenheim (A 656) | 56.000                                    | 55.000                                    | 54.100                                    | 04,8 %                   | 05,0 %                   | 04,9 %                   |